# (9947) 1990 QB
(9947) 1990 QB là một tiểu hành tinh vành đai chính. Nó bay quanh Mặt Trời theo chu kỳ 3.56 năm.
Được phát hiện ngày 17 tháng 8 năm 1990 bởi E. F. Helin, Tên chỉ định của nó là "1990 QB".